# 彩虹显示器件
彩虹顯示器件股份有限公司，簡稱彩虹顯示器件股份、彩虹顯示器件，以及彩虹股份（英語：IRICO Display Device Company Limited，上交所：600707），在1992年，由彩虹集團公司分拆顯示器件產品行業。
現時在中國內地彩色显示器件、电子产品及零部件、原材料的生产、开发、经营等。總部位於陕西省咸阳市彩虹路1号。而股份在1996年5月20日於上海證券交易所主板上市。

## 連結
- CHGF.com.cn （页面存档备份，存于）